# أنطونيو موريرا سيزار
أنطونيو موريرا سيزار (بالبرتغالية: Antônio Moreira César) هو ضابط برازيلي، ولد في 9 يوليو 1850 في بندامونهانغابا في البرازيل، وتوفي في 4 مارس 1897 في Canudos ‏ في البرازيل.